# از طریق طوفان: یک داستان واقعی از شهرت و خانواده در جهان مختصر
از طریق طوفان: یک داستان واقعی از شهرت و خانواده در جهان مختصر (انگلیسی: Through the Storm: A Real Story of Fame and Family in a Tabloid World) یک رمان در ژانر شرح حال است که توسط لین اسپیرز نوشته شده‌ است. این رمان در مورد خواننده آمریکایی بریتنی اسپیرز است که به زندگی وی، میل جنسی در نوجوانی، رابطه بریتنی با جاستین تیمبرلیک و تهمت‌ها و شایعه‌ها در مورد او می‌پردازد.